# Kharkhoda (Sonipat)
Kharkhoda is een stad en gemeente in het district Sonipat van de Indiase staat Haryana. 

## Demografie
Volgens de Indiase volkstelling van 2001 wonen er 18.758 mensen in Kharkhoda, waarvan 53% mannelijk en 47% vrouwelijk is. De plaats heeft een alfabetiseringsgraad van 64%. 